# Lio
Lio, pseudonimo di Vanda Maria Ribeiro Furtado Tavares de Vasconcelos (Mangualde, 17 giugno 1962), è una cantante e attrice portoghese naturalizzata belga.
Ebbe un periodo di grandissima popolarità a livello internazionale negli anni ottanta col singolo Amoureux solitaires. Il suo nome d'arte deriva da un personaggio secondario del fumetto Barbarella, molto popolare in Francia negli anni sessanta e settanta.

## Biografia
Figlia di un militare portoghese di stanza in Mozambico, a seguito del divorzio dei genitori si trasferì con la madre a Liegi, in Belgio. Qui maturò le prime esperienze artistiche sulla scena del punk rock delle origini.
Scoperta e lanciata dal celebre gruppo elettronico belga Telex, nel 1979, a neanche 18 anni, debuttò in Francia con la canzone Le banana split. La sua casa discografica dell'epoca (la tedesca Ariola, poi rilevata dalla multinazionale BMG) decise di investire su di lei, facendole incidere poco dopo il singolo Amoureux solitaires (scritta e prodotta dal musicista parigino Jacno e dalla sua compagna Elli), giunto nel 1981 nelle classifiche di mezza Europa, arrivando tra l'altro al primo posto in Francia e in Italia (dove restò 4 settimane di fila al vertice della classifica nel maggio di quell'anno) alla quarta posizione nei Paesi Bassi e alla sesta in Austria. Subito dopo venne pubblicato l'album di esordio Lio, che ebbe un discreto successo, trainato dal singolo Amicalement votre. Da ricordare anche l'album Pop Model del 1986, con i singoli Les brunes comptent pas pour des prunes e Je casse tout ce que je touche.
Tra un disco e l'altro, Lio si è dedicata anche al cinema, con discreto successo. Negli ultimi anni, ha cercato di liberarsi da un'immagine "easy-pop" ormai soffocante, rivolgendosi al rock; album simbolo di questa nuova direzione artistica può essere considerato Wandatta (1996). In seguito ha mutato nuovamente stile musicale, senza tuttavia riuscire a riconquistare i favori del pubblico. Ha al suo attivo anche varie collaborazioni con altri cantanti, ad esempio nel brano Les matins de Paris, cantato nel 2007 insieme a Teki Latex.

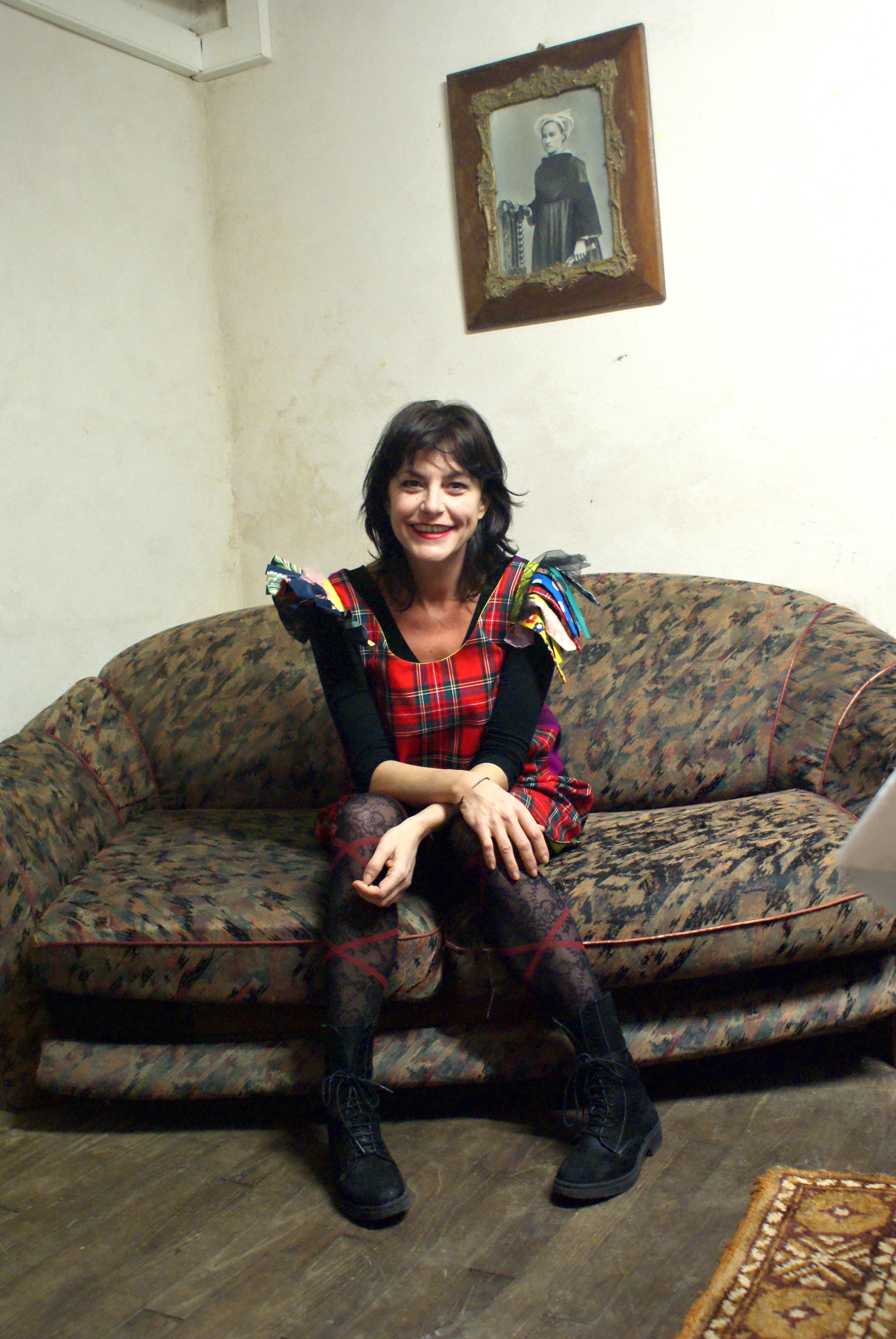
Lio nel 2010.

Attualmente è anche giudice della trasmissione televisiva francese "Nouvelle Star".

## Vita privata
Lio ha avuto sei figli, da quattro uomini diversi: Nubia (1987), Igor (1993), Esmeralda (1995), le gemelle Garance e Léa (1999) e Diego, nato nel 2003 e morto suicida nel 2025.

## Discografia

### 33 giri e CD
- 1980 - Lio
- 1982 - Suite sixtine
- 1983 - Amour toujours
- 1986 - Pop model
- 1988 - Can can
- 1991 - Des fleurs pour un caméléon
- 1996 - Wandatta
- 2000 - Chante Prévert
- 2003 - Cœur de rubis
- 2005 - Rééditions en Digipack Deluxe Remasterisés 7 albums (1980 à 1996) (avec titres bonus)
- 2005 - Les Pop Songs (Best Of 1)
- 2005 - Les Ballades (Best Of 2)
- 2005 - Pop Box - 25 Years in Pop (Coffret 7 CDs remasterisés avec titres bonus + 1 DVD des Clips)
- 2006 - Dites Au Prince Charmant
- 2018 - Lio Canta Caymmi

### 45 giri
- 1978 - Le banana split
- 1980 - Amoureux solitaires

## Filmografia
- Les anées 80 (1983)
- Elsa, Elsa (1985)
- Golden Eighties (1986)

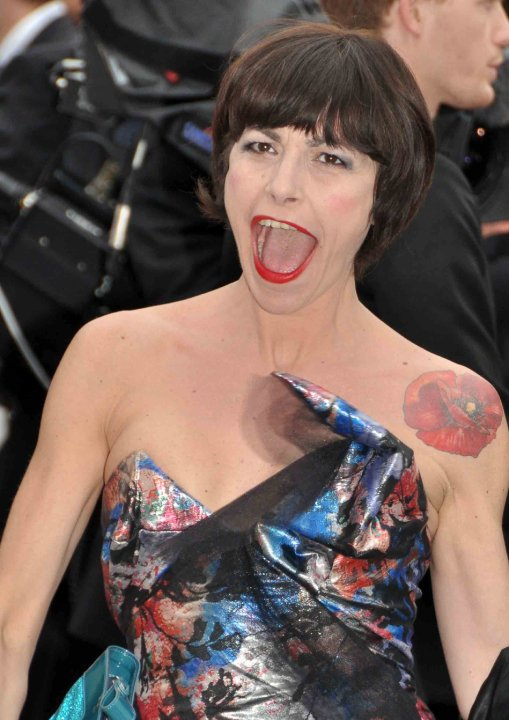
Lio al Festival di Cannes nel 2010.

- Itinéraire d'un enfant gâté (Der Löwe) (1988)
- Chambre à part (1990)
- Sale comme un ange (1991)
- Jealousie (1991)
- Après l'amour (Nach der Liebe) (1992)
- Sans un cri (1992)
- La madre muerta (1993)
- Personne ne m'aime (1994)
- La niña de tus sueños (L'enfant du mal) (1995)
- Dieu, l'amant de ma mère et le fils du charcutier (1995)
- Peccato (1997)
- Palmyra (1997)
- Carnages (2002)
- Je tourne avec Almodovar (2003)
- Colette (Fernsehfilm) (2003)
- Mariages! (2004)
- Les Invisibles (2005)
- Pas douce (2006)
- Mystère (2007)
- Henri, regia di Yolande Moreau (2013)
- Belgian Disaster (2015)
- Il giustiziere (2019)